# Гетежешть
Гетежешть, Гетежешті (рум. Gătejești) — село у повіті Вилча в Румунії. Адміністративно підпорядковане місту Беїле-Говора.
Село розташоване на відстані 166 км на північний захід від Бухареста, 13 км на захід від Римніку-Вилчі, 91 км на північ від Крайови, 126 км на південний захід від Брашова.

## Населення
За даними перепису населення 2002 року у селі проживала 381 особа, з них 380 осіб (99,7%) румунів. Рідною мовою 380 осіб (99,7%) назвали румунську.